# Marc de' Pasquali
Mariagrazia de' Pasquali, detta Marc (Milano, 25 luglio 1944), è una poetessa e scrittrice italiana.
Lalla Romano, che di Marc de' Pasquali affermò «la trovo geniale», redasse la quarta di copertina delle poesie Fiori e recensì Biondo spinto come «libro forte, emozionante [...] e magari si sospetta che sia facile, brillante; invece è difficile. Difficile da definire». Grazia Livi l'ha paragonata a Camilla Cederna. Barbara Alberti recensendo I cani non abbaiano a Polina ne parla come di "una grande scrittrice, erede linguistica e spirituale di Pasolini e di Gadda."  Come giornalista s'è occupata d'arte e letteratura per diverse testate (debutto nei Sessanta su "Il Presente" di Luciano Inga Pin), stabilmente sino alle dimissioni del 2004 per il quotidiano "La Gazzetta di Parma", per le riviste mensili "Babilonia” e “A/Rivista Anarchica”.
Con Mario Mieli, come "Lella" de' Pasquali, coadiuvò la redazione lombarda del "F.U.O.R.I."; il 15 ottobre 1972 organizzò nella sede milanese di “Re Nudo” il Primo Congresso Internazionale Omosessuale; alla morte dell'amico e coabitante al Ronco di Sasseta (Sp), come erede testamentaria, recuperò con Umberto Pasti le prime bozze Einaudi del Risveglio dei faraoni per pubblicarle dalla Cooperativa Colibrì, Paderno Dugnano (Mi), 1994. Seguirono lunghi e costosi processi; defunti i genitori, la sorella Paola consegnò il romanzo a Feltrinelli.
La Biblioteca Cantonale di Lugano nel 2004 le ha intitolato un fondo contenente filmati, foto, diarii, lettere, acquarelli, materiale edito e inedito, archivio Mario Mieli; nel luglio 2021 le è stata dedicata una mostra, protratta a fine agosto.

## Opere

### Poesia
- Rock' roll, Edizione Pulcinoelefante, Osnago 2000
- Tango, Edizioni Pulcinoelefante, Osnago 2000
- Bolero, Edizioni Pulcinoelefante, Osnago 2001
- Minuetto, Edizioni Pulcinoelefante, Osnago 2001
- Danze, acquarello di Zina Borgini, quarta di copertina di Mauro Gaffuri, Chartres, Milano 2001- Menzione speciale della giuria Premio Internazionale Biennale DARS 2001
- Fiori, acquarello di Zina Borgini, quarta di copertina di Lalla Romano, Chartres, Milano 2001
- Sante, acquarello di Zina Borgini, quarta di copertina di Laura Bosio, Chartres, Milano 2001
- Settembre nero, Ondate di rabbia e di paura, a cura di Aldo Forbice, RAI-ERI, Roma 2001
- Le braccia al cielo, opere di Federica Ricotti, Chartres, Milano 2003
- Cancellatori e Settembre nero, Progetto Patchwork, Gruppo '98 Poesia, Bologna 2006
- Per una festa mobile (come direbbe Hemingway), segnalazione di merito Versi per l'anima 2010, Associazione di Promozione Sociale L'Alba, Pisa
- Sette burlette, opere di Mavi Ferrando, Signum edizioni d'arte, Bollate (Milano) 2010
- La "a" di amore, Poesie nel cassetto, Archivio nazionale poesia inedita, Monterchi 2011
- Spossessate e/o Ritenute ritardate, Festival Poetico Il Federiciano, Edizione 2016, Aletti Editore, Villanova di Guidonia 2016
- Concezioni, Poeti e poesia, Casa Editrice Pagine, Roma 2017
- Invicta - esizial resilienza, Brera associazione arte, 2020

### Narrativa
- I nuovi selvaggi. Le condizioni del narrare oggi. Antologia dei nuovi narratori italiani - 1995 ricomincia il racconto, a cura di Fulvio Panzeri, Rimini, Guaraldi, 1995. ISBN 88-8049-070-2.
- Biondo Spinto,  La Tartaruga, Milano 1995 - Premio Narrativa Opera Prima Città di Arezzo 1996
- La confessione, "Tuttestorie", Roma, aprile 1996
- Invidia, Nella città proibita a cura di Maria Rosa Cutrufelli, Ed. Marco Tropea, Milano 1997; seconda edizione Il Saggiatore, Milano 2003
- Un'immensa felicità con lo pseudonimo Marion Dickensen, Mondadori, Milano 1998
- Schiave d'amore, Racconti e poesia, a cura di Lidia Menapace, Ed. Disarmonie - Premio Letterario Multiculturale, Perugia 2000
- Farne un canto, “Psicosomatica”, gennaio 2002; e "Gazzetta di Parma" 3 febbraio 2002 - Primo Premio Letterario ISPE 2001
- La mondana e Incompiuta, Principesse Azzurre, a cura di Delia Vaccarello, Oscar Mondadori, Milano 2003
- Pesca Pulci, "Odissea" gennaio-febbraio, Milano, 2004
- Stelle e stelline, Principesse Azzurre 2, a cura di Delia Vaccarello, Oscar Mondadori, Milano 2004
- Senza Cielo, Principesse Azzurre 3, a cura di Delia Vaccarello, Oscar Mondadori, Milano 2005
- Miracula, Principesse azzurre crescono, a cura di Delia Vaccarello, Oscar Mondadori, Milano 2006
- I cani non abbaiano a Polina, La Chiocciola, Milano 2006
- Incoerente, Principesse azzurre da guardare, a cura di Delia Vaccarello, Oscar Mondadori, Milano 2007
- La seguente - "Una giornata particolare", a cura di Ilaria Mariotti, Titivillus Edizioni, Corazzano (Pisa) 2008
- Tramonti, “NOIDONNE” - menzione speciale Note satiriche, Roma maggio 2010
- Pesca pulci - Frammenti secondo Marc de' Pasquali, a cura di IIgor Tchehoff, Acta Universitatis Stockholmiensis, Stoccolma 2011
- Texture. Circostanze d'amore - III Premio concorso letterario "Edizione straordinaria", formato eBook e cartaceo, Pacini editore, Pisa 2013
- A mare, Figlie e padri: un rapporto fondamentale, Premio 8 marzo, Marco Del Bucchia editore, Massarosa (Lucca) 2014
- Aprile, XVII Edizione, www.premioletterariocastelfiorentino.it - segnalazione di merito Premio Letterario, Castelfiorentino (Fi) 2016
- Fasti da cane, finalista Premio Letterario, "II Edizione Parole guardate, Giallo in Provincia 2019", "Il Tirreno", 16 aprile 2019
- Agnizione, 7 quadri da "La Prigioniera", www.LaRecherche.it, eBook n. 247, Roma 10 luglio 2021
- Proiezioni, rivista letteraria "Turchese" n.4, aprile 2023

### Saggi
- Sibilla Aleramo, edizione Comune di Milano, Consiglio 3, Milano, 2003
- Maria Bellocci, edizione Comune di Milano, Consiglio 3, Milano, 2004

## CD
- Danze, titoli, testi e poesie di Marc de' Pasquali, musica di Anna Jenček, Moretti Multimedia 2007
- Inno al latte di Marc de' Pasquali, in Jencek canta Shakespeare, tradotto da Giuseppe Ungaretti, musiche di Anna Jenček, etichetta Moletto 2011

## Film
- Anche l'estasi,  Pagine di orrore quotidiano, di Ciriaco Tiso,  smembrato e ridotto a tre episodi, 1978, nel primo: Teneri ambulanti, Milano 1966, come Lella de' Pasquali, collabora e interpreta con Claudio Céard, Giacomo Gay, Sandro Intronii, Michelangelo Sorrentino, cameo di Luciano Inga Pin,